# اکل تخت
اکل تخت (به انگلیسی: Akal Takht)؛ (به پنجابی: ਅਕਾਲ ਤਖ਼ਤ) به معنی تخت بی‌انتها  یکی از پنج تخت (کرسی قدرت) در آیین سیک است. این تخت یا سریر در هرمندیر صاحب (معبد طلایی) در مجموعه امریتسار در پنجاب هند حدود ۲۹۰ مایلی (۴۷۰ کیلومتری) شمال غربی دهلی نو واقع شده‌است.
اکل تخت توسط گورو هرگوبیند به عنوان محلی برای اجرای عدالت و رسیدگی به امور دنیوی در ۱۶۰۶ میلادی ساخته شد. در سال ۱۹۸۴ این تخت توسط ارتش هند خراب شد و در سال ۱۹۹۵ بازسازی گردید.